# سيلينا كاديل
سيلينا كاديل (بالإنجليزية: Selina Cadell)‏ هي ممثلة بريطانية، ولدت في 21 يونيو 1953 بلندن في المملكة المتحدة.

## أعمال

### أفلام
- (1994) جنون الملك جورج
- (2005) نقطة المباراة[6][7]
- (2008) الطفل الجامح[8]

## وصلات خارجية
- سيلينا كاديل على موقع IMDb (الإنجليزية)
- سيلينا كاديل على موقع ألو سيني (الفرنسية)
- سيلينا كاديل على موقع ميوزك برينز (الإنجليزية)
- سيلينا كاديل على موقع أول موفي (الإنجليزية)
- سيلينا كاديل على موقع قاعدة بيانات برودواي على الإنترنت (الإنجليزية)
- سيلينا كاديل على موقع قاعدة بيانات الأفلام السويدية (السويدية)
- سيلينا كاديل على موقع قاعدة بيانات الفيلم (الإنجليزية)
- سيلينا كاديل على موقع كينوبويسك (الروسية)